# Leonardo Sigali
Leonardo Germán Sigali (Campana, 29 maggio 1987) è un calciatore argentino, difensore della Lokomotiva Zagabria.

## Carriera

### Club
Ha lasciato il retrocesso Nueva Chicago per approdare al Lanús giusto in tempo per vincere il Torneo di Apertura 2007.
Nel 2008 si trasferisce al Godoy Cruz.

### Nazionale
Ha partecipato al campionato mondiale di calcio Under-20 2007, senza mai scendere in campo.

## Statistiche

### Presenze e reti nei club
Statistiche aggiornate al 18 febbraio 2017.
| Stagione               | Squadra                | Campionato             | Campionato | Campionato | Coppe nazionali | Coppe nazionali | Coppe nazionali | Coppe continentali | Coppe continentali | Coppe continentali | Altre coppe | Altre coppe | Altre coppe | Totale | Totale | Totale |
| Stagione               | Squadra                | Comp                   | Pres       | Reti       | Comp            | Pres            | Reti            | Comp               | Pres               | Reti               | Comp        | Pres        | Reti        | Pres   | Reti   |        |
| ---------------------- | ---------------------- | ---------------------- | ---------- | ---------- | --------------- | --------------- | --------------- | ------------------ | ------------------ | ------------------ | ----------- | ----------- | ----------- | ------ | ------ | ------ |
| 2008-2009              | Godoy Cruz             | PD                     | 31         | 3          | -               | -               | -               | -                  | -                  | -                  | -           | -           | -           | 31     | 3      |        |
| 2009-2010              | Godoy Cruz             | PD                     | 31         | 4          | -               | -               | -               | -                  | -                  | -                  | -           | -           | -           | 31     | 4      |        |
| 2010-2011              | Godoy Cruz             | PD                     | 33         | 2          | -               | -               | -               | CL+CS              | 6+4                | 0                  | -           | -           | -           | 43     | 2      |        |
| 2011-2012              | Godoy Cruz             | PD                     | 33         | 2          | CA              | 0               | 0               | CL                 | 4                  | 1                  | -           | -           | -           | 37     | 3      |        |
| 2012-2013              | Godoy Cruz             | PD                     | 35         | 0          | CA              | 3               | 0               | -                  | -                  | -                  | -           | -           | -           | 38     | 0      |        |
| 2013-2014              | Godoy Cruz             | PD                     | 23         | 2          | CA              | 0               | 0               | -                  | -                  | -                  | -           | -           | -           | 23     | 2      |        |
| Totale Godoy Cruz      | Totale Godoy Cruz      | Totale Godoy Cruz      | 186        | 8          |                 | 3               | 0               |                    | 14                 | 1                  |             | -           | -           | 203    | 9      |        |
| 2014-2015              | Dinamo Zagabria        | 1.HNL                  | 26         | 2          | CC              | 7               | 0               | UCL+UEL            | 2+4                | 0                  | SC          | 1           | 1           | 40     | 3      |        |
| 2015-2016              | Dinamo Zagabria        | 1.HNL                  | 22         | 3          | CC              | 4               | 0               | UCL                | 9                  | 0                  | -           | -           | -           | 35     | 3      |        |
| 2016-2017              | Dinamo Zagabria        | 1.HNL                  | 15         | 1          | CC              | 0               | 0               | UCL                | 11                 | 0                  | -           | -           | -           | 26     | 1      |        |
| Totale Dinamo Zagabria | Totale Dinamo Zagabria | Totale Dinamo Zagabria | 63         | 6          |                 | 11              | 0               |                    | 26                 | 0                  |             | 1           | 1           | 101    | 7      |        |
| Totale carriera        | Totale carriera        | Totale carriera        | 249        | 14         |                 | 14              | 0               |                    | 40                 | 1                  |             | 1           | 1           | 304    | 16     |        |

## Palmarès

### Club

#### Competizioni nazionali
- Campionato argentino: 2

Lanús: Apertura 2007
Racing Club: 2018-2019
- Trofeo de Campeones de la Superliga Argentina: 1

Racing Club: 2019
- Campionato croato: 3

Dinamo Zagabria: 2013-2014, 2014-2015, 2015-2016
- Coppa di Croazia: 2

Dinamo Zagabria: 2014-2015, 2015-2016
- Supercopa Internacional: 1

Racing Club: 2022

#### Competizioni internazionali
- Coppa Sudamericana: 1

Racing Club: 2024

### Nazionale
- Campionato mondiale Under-20: 1

2007